# Nurfitriyana Saiman
Nurfitriyana Saiman (Jacarta, 7 de março de 1962) é uma arqueira indonésia, medalhista olímpica.

## Carreira
Nurfitriyana Saiman representou seu país nos Jogos Olímpicos em 1988 a 1996, ganhando a medalha de prata por equipes em 1988. 